# Vouzeron
 Vouzeron  là một xã thuộc tỉnh Cher trong vùng Centre-Val de Loire miền trung Pháp.
Thị trấn nằm ở khu vực có độ cao trung bình 226 mét trên mực nước biển
Diện tích là 52,63 km2, dân số theo điều tra năm 1999 của INSEE là 445 người.

## Biến động dân số
| 1962                                         | 1968 | 1975 | 1982 | 1990 | 1999 |
| -------------------------------------------- | ---- | ---- | ---- | ---- | ---- |
| 292                                          | 414  | 405  | 394  | 441  | 445  |
| Số liệu từ năm 1962: Dân số chỉ tính một lần |      |      |      |      |      |